# ITeuro
ITeuro, a.s. je česká konzultační a softwarová společnost, která se specializuje na podnikové aplikace, související služby a optimalizaci procesů ve výrobních firmách. Zaměřuje se převážně na oblast diskrétní výroby – tedy na produkce, jejíž postupy jsou založeny na výrobě podle kusovníků. Tento druh výroby je nejčastěji používán v těchto odvětvích: slévárny, kovárny, lisovny, nástrojárny, výroba strojů a další obory spojené s výrobou.

## Historie
V roce 1997 se společnost Autel rozhodla významně rozšířit své portfolio služeb o oblast implementace ERP systémů. Stala se partnerem americké firmy Symix a začala nabízet její řešení SyteLine, které postupně získalo globální renomé. Díky následným akvizicím se tento systém přes společnosti Frontstep a Mapics dostal pod značku Infor. Aby společnost lépe zvládala nové výzvy, založila dceřinou firmu Autel-IT, která se později stala základem pro vznik samostatné společnosti ITeuro v roce 2000.
ITeuro se brzy zařadilo mezi průkopníky v regionu střední a východní Evropy, když se stalo první firmou, která s ERP systémem Infor CloudSuite Industrial (SyteLine) úspěšně absolvovala nový certifikační program Infor Certification. Tento úspěch vytvořil pevný základ pro další rozvoj. V roce 2001 ITeuro zahájilo implementaci ERP systému Infor SyteLine (dnes[kdy?] známého jako CloudSuite Industrial) pro výrobní podniky v České republice a na Slovensku.
Další milník přišel v roce 2010, kdy společnost rozšířila své služby o nástroje pro pokročilé plánování a rozvrhování výroby (APS). Zároveň vyvinula doplňky v podobě lokalizace ERP systému SyteLine pro české prostředí a vytvořila vlastní inovativní řešení MES systému InduStream.[zdroj?] V roce 2011 firma získala certifikaci ISO 9001.
V roce 2015 rozšířila společnost svou nabídku o konfigurátor Infor CPQ, nástroj určený pro firmy s konfigurovatelným sortimentem a zakázkovou výrobou. Tento krok umožnil lépe obsluhovat zákazníky v oblasti specifických požadavků a komplexních řešení. Poslední významné rozšíření portfolia přišlo v roce 2020, kdy ITeuro zařadilo do své nabídky ERP systém Infor LN (CloudSuite Industrial Enterprise). Tento systém je navržen pro velké výrobní podniky z oborů, jako je strojírenství, automotive, letectví a obrana.[zdroj?]

## Spolupráce a partnerství
ITeuro spolupracuje s mnoha firmami a organizacemi, a to zejména v oblastech technologií, hardwarového vybavení a softwarových aplikací. Mezi nejvýznamnější se řadí:
- Infor
- KVADOS
- Microsoft

## Dobročinné projekty
ITeuro od roku 2020 opakovaně finančně podpořila Mobilní hospic Ondrášek.